# Патроаја Вале (Дамбовица)
Патроаја Вале (рум. Pătroaia Vale) насеље је у Румунији у округу Дамбовица у општини Крангуриле. Oпштина се налази на надморској висини од 200 m.

## Становништво
Према подацима из 2002. године у насељу је живело 853 становника.

### Попис2002.
| Расподела становништва по националности 2002.‍ | Расподела становништва по националности 2002.‍ | Расподела становништва по националности 2002.‍ | Расподела становништва по националности 2002.‍ | Расподела становништва по националности 2002.‍ |
| --------------------------------------------- | --------------------------------------------- | --------------------------------------------- | --------------------------------------------- | --------------------------------------------- |
|                                               |                                               |                                               |                                               |                                               |
| Румуни                                        | Румуни                                        |                                               | 771                                           | 90,4%                                         |
| Роми                                          | Роми                                          |                                               | 82                                            | 9,6%                                          |